# Merv Griffin
Pour les articles homonymes, voir Griffin.
Merv Griffin est un producteur, acteur, scénariste, compositeur et réalisateur américain né le 6 juillet 1925 à San Mateo (Californie) et mort le 12 août 2007, d'un cancer de la prostate. Il est le célèbre créateur des jeux télévisés Jeopardy! et La Roue de la fortune.

## Biographie
Il anime son propre talk show télévisé The Merv Griffin Show de 1965 à 1986, d'abord sur NBC (1962-63), puis sur CBS (1969-72), et enfin par diffusion en syndication. Ce programme reçut plusieurs fois le Daytime Emmy Award, en 1974, 1975, 1977 et de 1981 à 1985. Le 9 octobre 1985 Merv Griffin reçoit Orson Welles qui devait mourir le lendemain.

## Filmographie

### Comme producteur
- 1960 : Saturday Prom (série télévisée)
- 1962 : The Merv Griffin Show (en) (série télévisée)
- 1964 : Jeopardy! (série télévisée)
- 1975 : Wheel of Fortune (série télévisée)
- 1979 : Dance Fever (en) (série télévisée)
- 1984 : Jeopardy! (série télévisée)
- 1990 : Monopoly (série télévisée)
- 1997 : The Click (série télévisée)
- 2000 : Murder at the Cannes Film Festival (TV)
- 2001 : Inside the Osmonds (TV)
- 2002 : Gilda Radner: It's Always Something (TV)
- 2003 : Dance Fever (en) (série télévisée)
- 2003 : Shade

### Comme acteur
- 1952 : Panique à l'Ouest (Cattle Town) : Joe
- 1952 : Le Bal des mauvais garçons (Stop, You're Killing Me) de Roy Del Ruth
- 1953 : By the Light of the Silvery Moon : Announcer
- 1953 : The Beast From 20,000 Fathoms : Voice of Off-Screen Radio Announcer & Announcer in trailer
- 1953 : So This Is Love : Buddy Nash
- 1953 : Three Sailors and a Girl de Roy Del Ruth : Sailor
- 1954 : L'Homme des plaines (The Boy from Oklahoma) : Steve
- 1954 : Le Fantôme de la rue Morgue' (Phantom of the Rue Morgue) : Georges Brevert
- 1960 : Saturday Prom (série TV) : Host
- 1980 : One Trick Pony : A cappella Singer
- 1982 : Slapstick (Of Another Kind) : Anchorman
- 1983 : L'Homme aux deux cerveaux (The Man with Two Brains) : Lui-même
- 1983 : The Funny Farm : The Voice of… (voix)
- 1985 : Alice au pays des merveilles (TV) : Le Conducteur
- 2000 : Murder at the Cannes Film Festival (TV)

### Comme compositeur
- 1964 : Jeopardy! (série TV)

### Comme réalisateur
- 1960 : Saturday Prom (série télévisée)